# ベトナム共和国陸軍特殊部隊

LLDBおよびARVNレンジャー第81レンジャー群のインシグニア

ベトナム共和国陸軍特殊部隊（英語: Army of the Republic of Vietnam Special Forces, ベトナム語: Lực Lượng Đặc Biệt Quân Lực Việt Nam Cộng Hòa/力量特別軍力越南共和, LLDB）は、ベトナム共和国陸軍（南ベトナム陸軍, ARVN）が有した特殊部隊。当初は敵占領地内での活動、すなわち諜報、誘拐、サボタージュなどを主な任務としていた。その後は戦力の増強を重ね、やがてベトナム共和国陸軍における精鋭の1つと見なされるようになった。

## 創設
1956年2月、ニャチャンにあった旧フランス軍空挺混成コマンド部隊（Groupement de Commandos Mixtes Aéroportés, GCMA）駐屯地を引き継いだ後、アメリカ合衆国から派遣された南ベトナム米軍事援助顧問団（Military Assistance Advisory Group, MAAG）の指導のもと、ゴ・ディン・ジエム大統領は特殊部隊の編成及び訓練の開始を命じる。これに従って中央訓練別働隊（Trung tâm Huấn luyện Biệt động đội）が設置された。この施設はベトナム共和国軍参謀本部の部局である総教育訓練局（Nha Tổng Nghiên Huấn）に属した。
1956年末、アメリカの指導を受けたジエムが総教育訓練局を解散させる。これに伴い、戦術諜報及び防諜の任務は社会政治研究所（Sở Nghiên cứu Chính trị Xã hội, Service des Etudes Politiques et Sociales）に引き継がれた。また特殊部隊の採用及び訓練を担当する部局は連絡所（Sở Liên lạc）なる名称で新設された。連絡部は大統領に直属し、予算はアメリカからの援助に頼っていた。初代軍事顧問にはロジャース大佐なるアメリカ軍人が就任し、その後フロイド・パーカー大佐に交代している。総教育訓練局長だったレ・クアン・トゥン中佐と副局長だったチャン・カク・キン（Trần Khắc Kính）大尉は所長および副所長として留任した。1960年4月、連絡所は地形開拓所（Sở Khai thác Địa hình）に改名されるが、その組織や任務に大きな変更は加えられなかった。

## 拡大

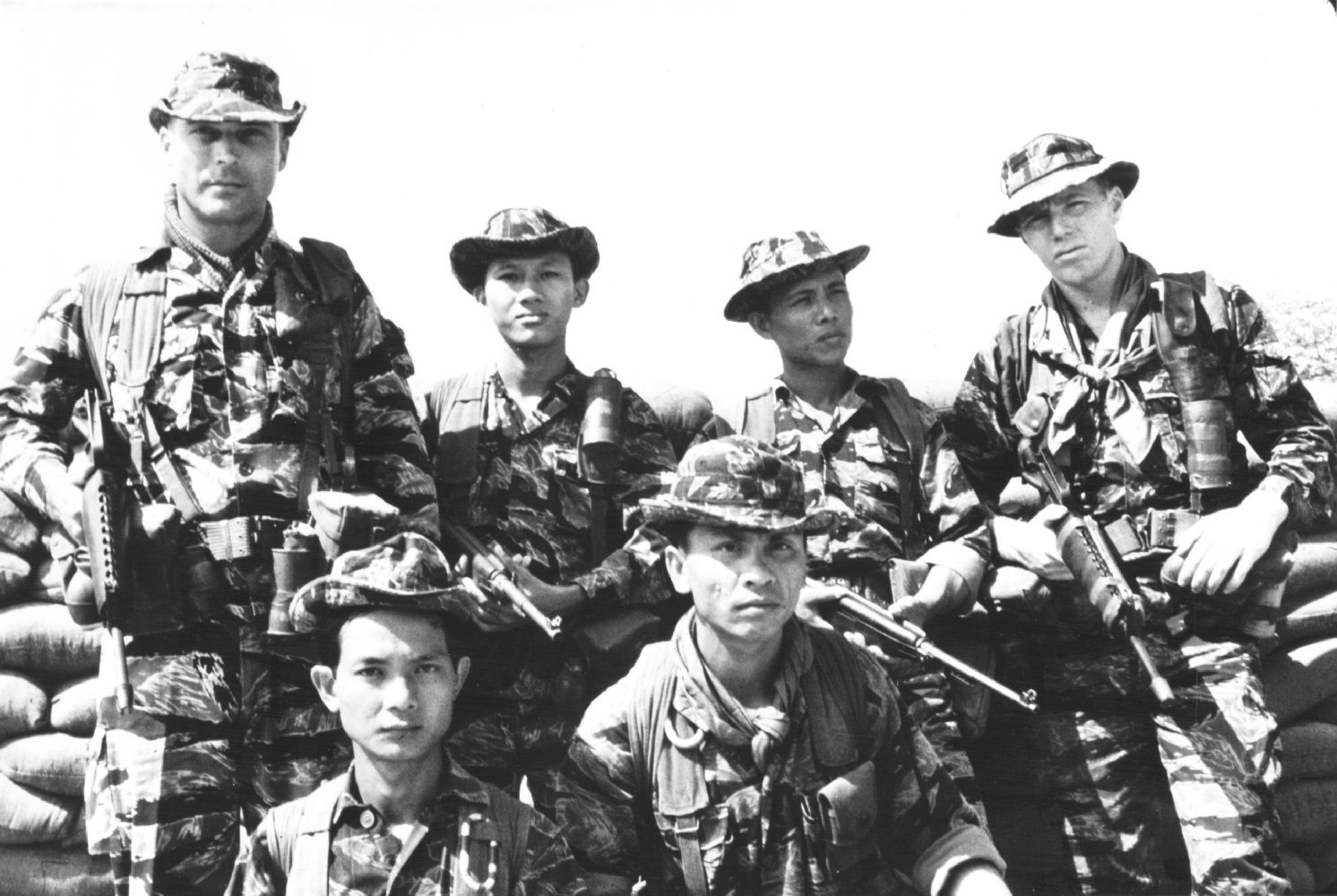
特殊部隊の隊員。後列両端は米軍のグリーンベレー。（1968年）

地形開拓所の任務は特殊部隊員の募集及び訓練、そして諜報活動である。任務内容が異なる部局として第45課（Phòng 45）と第55課（Phòng 55）を備えていた。第45課は北部所（Sở Bắc）とも呼ばれ、北ベトナムに対する潜入及び諜報をその任務としていた。これに対して第55課は南部所（Sở Nam）とも呼ばれ、ベトナム共和国の国内防諜等をその任務としていた。1961年以降はラオスや国境地帯で活動する為に大隊規模の独立戦力を有した。
ジエム政権下では、対反乱作戦も地形開拓所に課せられた重要な任務と見なされ、実際の活動に占める対北諜報作戦の比率は徐々に低下した。それにも関わらず、越境及び諜報を任務とする第1観察群（Liên đoàn quan sát số 1）なる部隊が新設された。1961年11月、第1観察群は第77群（Liên đoàn 77）と改名され、1963年2月には同種の任務を担う第31群（Liên đoàn 31）が新設されている。1963年3月15日、ジエムは第77群と第31群、そして地形開拓所の第45課及び第55課を統合して1つの特殊部隊を編成する旨の命令を下した。こうして編成された旅団規模の特殊部隊は、命令系統上は国防省に直属していたものの、実際には大統領の直属部隊として扱われていた。命令は大統領府連絡課（Phòng Liên lạc Phủ Tổng thống）なる部署から発令されていたが、この部局の実態はトゥン大佐を長とする特殊部隊司令部に他ならなかった。

## 1963年、仏教徒危機と陸軍のクーデター
1963年、いわゆる仏教徒危機の最中、ジエムの弟ゴ・ディン・ヌー大統領顧問は特殊部隊を率いてサーロイ寺への襲撃を行なった（サーロイ寺襲撃事件）。しかし、これらの弾圧に対して陸軍がクーデターを引き起こす。クーデターの発生直後、トゥンは部下の特殊部隊員によって指揮権を剥奪され、略式裁判の末に処刑されている。特殊部隊が反旗を翻すと大統領府の守備は崩壊し、ジエムとヌーは脱出を試みたが、その後2人とも暗殺された。

## 陸軍部隊として
クーデター後、大統領府連絡課は解体された。部局としては旧北部所のみ陸軍参謀本部の一部として存続し、また戦闘部隊も再編成が行われた。1964年7月、第31群は第111群に、第77群は第301群に改名され、またこれを指揮する特殊部隊司令官（Chỉ huy trưởng Lực lượng đặc biệt）の職が設置された。1965年6月19日、第111群と第301群が解散・再編され、陸軍所属の特殊部隊が改めて設置された。この特殊部隊は司令部（Bộ Tư lệnh）、大隊本部（đại đội Tổng hành dinh）、中央訓練隊（trung tâm huấn luyện）を含み、また陸軍の4軍管区それぞれに指揮所（bộ chỉ huy）を設けていた。さらに任務の独立性が高かった第91空挺レンジャー群（Tiểu đoàn 91 Biệt cách dù）も特殊部隊司令部の元に配置された。これら全てを含む特殊部隊の戦力はおよそ5,000名だった。
1968年4月1日、第91空挺レンジャー群は第81空挺レンジャー群に改名される。この部隊はプロジェクト・デルタに参加する事を前提に編成されていた。

## 解散
1970年8月、激化するベトナム戦争において有効な展開が難しくなってきた為、解散が決定した。将兵らはARVNレンジャーなど陸軍の他部隊に送られ、多くは再編された第81レンジャー群の隊員となった。

## 歴代指揮官
| 氏名                                 | 期間          | 階級                               | 備考                                     |
| ------------------------------------ | ------------- | ---------------------------------- | ---------------------------------------- |
| レ・クアン・トゥン(Lê Quang Tung)    | 1963年        | 大佐(Đại tá)                       | 初代司令官。1963年のクーデターにて暗殺。 |
| レ・バン・ギエム(Lê Văn Nghiêm)      | 1963年-1964年 | 中将(Trung tướng)                  |                                          |
| ファン・ビン・チュー(Phan Đình Thứ)  | 1964年        | 大佐(Đại tá)                       |                                          |
| ドァン・バン・クアン(Đoàn Văn Quảng) | 1964年-1969年 | 大佐(Đại tá),後に准将(Chuẩn tướng) |                                          |
| ファン・ビン・チュー(Phan Đình Thứ)  | 1969年        | 准将(Chuẩn tướng)                  |                                          |
| ファン・バン・チュー(Phạm Văn Phú)   | 1970年        | 准将(Chuẩn tướng)                  |                                          |
| ホー・チュー(Hồ Tiêu)                | 1970年        | 大佐(Đại tá)                       | 最後の司令官。                           |